# Wil van den Bos
Willem (Wil) van den Bos Czn. (Naaldwijk, 24 mei 1940 – Rotterdam, 15 oktober 2019) was een Nederlands politicus van het CDA.
Van den Bos was wethouder in Gouda voor hij in november 1988 benoemd werd tot burgemeester van Wateringen als opvolger van zijn partijgenoot Langemeijer die enkele maanden eerder met pensioen was gegaan. Van den Bos bleef burgemeester tot Wateringen op 1 januari 2004 opging in de nieuwe gemeente Westland waarmee zijn functie kwam te vervallen. Hierna was hij nog enige tijd gemachtigde van het College Sanering Zorginstellingen (CSZ). Hij overleed in 2019 op 79-jarige leeftijd.

## Publicaties
- Wil van den Bos Czn.: De poortwachter van het Westland. Wateringen, Stichting Contemporaine Geschiedenis Westland, 2016. ISBN 978-90-9029450-6

- Nederlandse Thesaurus van Auteursnamen: 150803435
- Virtual International Authority File: 287422382
- WorldCat: E39PBJhmGpDy3vBYKCqyjcV9jC